# Aspet (vojaški čin)
Aspet (armensko Ասպետ, Aspet, poslovenjeno 'vitez', starogrško Ἀσπέτης, Aspetesi) je bil dedni vojaški naziv armenskega plemstva, običajno povezan z družino Bagratuni.
Naziv izhaja bodisi iz staroperzijskega *viθa/visapati, 'glava klana',  bodisi, in bolj verjetno, iz izraza aspapati, kasneje aspbed ali aspbad, ki je v Iranu pomenil poveljnika konjenice. Armenska vojska je bila sestavljena pretežno iz konjenice, ki ji je poveljeval sparapet, zato za poveljnika konjenice kot posebnega častnika ni bilo prostora. Armenski zgodovinarji iz obdobja Arsakidov skorajda ne omenjajo nobenega Bagratida, ki bi poveljevali kraljevim silam. Tako kot małxaz v družini Horhoruni, se zdi, je bil aspet poseben naziv v rodbini Bagratuni, iz katerega so izpeljali svoje drugo, a kratkotrajno ime Aspetuni. Po arabski osvojitvi Armenije je naziv izginil.   
Ime  bizantinske plemiške družine Aspietai, ki je bila  armenskega izvora, izhaja iz besede aspet. 
V sodobni armenski zgodovinopisju se beseda aspet nanaša tudi na srednjeveške evropske viteze.

## Dodatno branje
- Toumanoff, Cyril (1987). »ASPET«. Encyclopaedia Iranica, Vol. II, Fasc. 8. str. 792.